# إغريمية
الإغريمية (الاسم العلمي: Grimmiaceae) هي فصيلة من النباتات تتبع رتبة الإغريميات من طائفة الحزازيات الحقيقية.

## التصنيف
- الإغريمة